# Pierre-Henri-Marie Coudret
Pierre-Henri-Marie Coudret, francoski general, * 1885, † 1974.